# Таліска
Таліска (англ. Taliska) — в легендаріумі Дж. Р. Р. Толкіна стародавня мова едайн. На діалектах цієї мови говорили два їх роди — люди племен Беора і Гадора; ще один народ, галадини, говорили своєю мовою, і не розуміли таліска.
Саме слово «таліска» жодного разу не вживається в «Володарі перснів»; як зазначається, ця мова зазнала впливу аварину (мови аварі) і нандорину (мови нандорів, «зелених ельфів»).
Адунайська мова, якою говорили в Нуменорі, і Вестрон («загальна мова» «Володаря перснів») походять від таліска.